# Pedicularis elwesii
Pedicularis elwesii är en snyltrotsväxtart. Pedicularis elwesii ingår i släktet spiror, och familjen snyltrotsväxter.

## Underarter
Arten delas in i följande underarter:
- P. e. major
- P. e. minor
- P. e. canescens